# Podstinje
Podstinje je naseljeno mjesto u općini Travnik, Federacija Bosne i Hercegovine, BiH.
Nalazi se sjeveroistočno od Travnika, u dolini Bile.

## Stanovništvo

### 1991.
Nacionalni sastav stanovništva 1991. godine, bio je sljedeći:
ukupno: 722
- Muslimani - 602
- Hrvati - 97
- Srbi - 13
- Jugoslaveni - 4
- ostali, neopredijeljeni i nepoznato - 6

### 2013.
Nacionalni sastav stanovništva 2013. godine, bio je sljedeći:
ukupno: 538
- Bošnjaci - 509
- Hrvati - 27
- ostali, neopredijeljeni i nepoznato - 2